# Sporetus inexpectatus
Sporetus inexpectatus är en skalbaggsart som beskrevs av Monné 1998. Sporetus inexpectatus ingår i släktet Sporetus och familjen långhorningar. Inga underarter finns listade i Catalogue of Life.